# Euthalia yunnana
Euthalia yunnana är en fjärilsart som beskrevs av Charles Oberthür. Euthalia yunnana ingår i släktet Euthalia och familjen praktfjärilar. Inga underarter finns listade i Catalogue of Life.